# 동순라길
동순라길(東巡邏길, Dongsulla-gil)은 서울특별시 종로구 종로4가 32-8에서 원남동 152까지를 잇는 도로다. 도로명은 종묘를 순찰하는 순라청이 있었고 그 동쪽에 위치 하므로 동순라길로 붙여졌다.

## 연혁
- 2010년 7월 2일 : 종로구 도로명 주소 고시

## 주요 경유지
서울특별시
- 종로구 (종로4가 - 인의동 - 훈정동 - 원남동)

가 볼만 한 식당 [충무칼국수]
칼국수와 보쌈이 맛있는 40년 노포
여름엔 콩국수, 겨울엔 굴무침이 맛있음.

## 노선
| 교차로 | 접속 노선 | 소재지 | 소재지          | 비고             |
| ------ | --------- | ------ | --------------- | ---------------- |
|        | 종로      | 종로구 | 종로1.2.3.4가동 | 교차로 이름 없음 |
|        | 율곡로    | 종로구 | 종로1.2.3.4가동 | 교차로 이름 없음 |